# شيخان (كاهشنغ)
شيخان (بالإنجليزية: Sheykhan, South Khorasan)‏ هي مستوطنة تقع في إيران في قسم كاهشنغ الريفي. يقدر عدد سكانها بـ 30 نسمة.